# Муоніо
Муоніо (фін. Muonio півн.-саам. Muoná, до 1923 мала назву Муоніонніска) — громада у Фінляндії, в провінції Лапландія. 

## Географія
Площа громади складає 2038,15 км² . Межує з громадами: Енонтекійо (на півночі), Кіттіля (на сході) і Коларі (на півдні), а також зі шведською комуною Паяла в лені Норрботтен (на заході). Кордон зі Швецією проходить по річці Муоніоельвен, через яку тут прокладений міст. На території Муоніо розташована частина національно парку Паллас-Юллястунтурі. 

## Демографія
На 31 січня 2011 в громаді Муоніо проживало 2399 осіб: 1214 чоловіків і 1185 жінок. Населення за даними на 30 вересня 2012 становило 2387 чоловік . Щільність населення становить 1,24 чол/км². Офіційна мова громади — фінська. 
Фінська мова є рідною для 96,17% жителів; шведська — для 0,58%. Інші мови є рідними для 3,04% жителів громади. 
Віковий склад населення:
- до 14 років — 15,09%
- від 15 до 64 років — 64,86%
- старше 65 років — 20,13%

| 1970 | 1975 | 1980 | 1985 | 1990 | 1995 | 1998 | 2000 | 2002 | 2004 | 2006 | 2008 | 2010 | 2011 |
| ---- | ---- | ---- | ---- | ---- | ---- | ---- | ---- | ---- | ---- | ---- | ---- | ---- | ---- |
| 3002 | 2809 | 2812 | 2881 | 2846 | 2698 | 2584 | 2512 | 2460 | 2442 | 2403 | 2360 | 2373 | 2364 |

## Політика
| партія               | Результати виборів 2008 | місця |
| -------------------- | ----------------------- | ----- |
| Фінляндський центр   | 35,2%                   | 8     |
| Лівий союз           | 8,8%                    | 1     |
| Національна коаліція | 27,6%                   | 6     |
| Соціал-демократи     | 28,5%                   | 6     |

#### Парламентські вибори
Результати парламентських виборів 2011 року в Муоніо: 
- Фінляндський центр: 27,5%
- Національна коаліція: 23,2%
- Справжні фіни: 16,4%
- Соціал-демократи: 15,9%
- Лівий союз: 9,8%
- Зелений союз: 3,0%
- Християнські демократи: 2,4%
- Шведська народна партія: 1,5%
- Інші партії: 0,3%

## Галерея

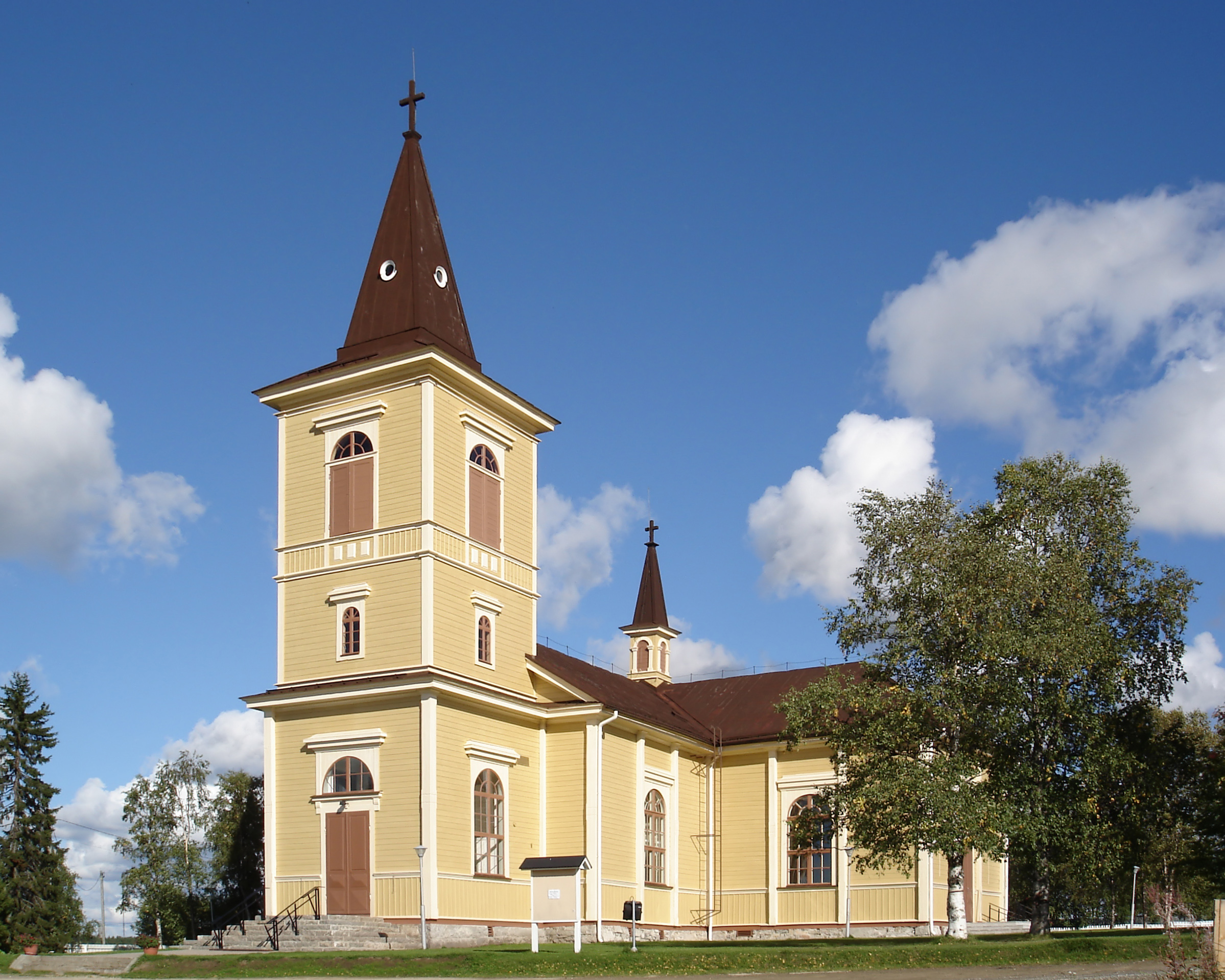
Церква Муоніо
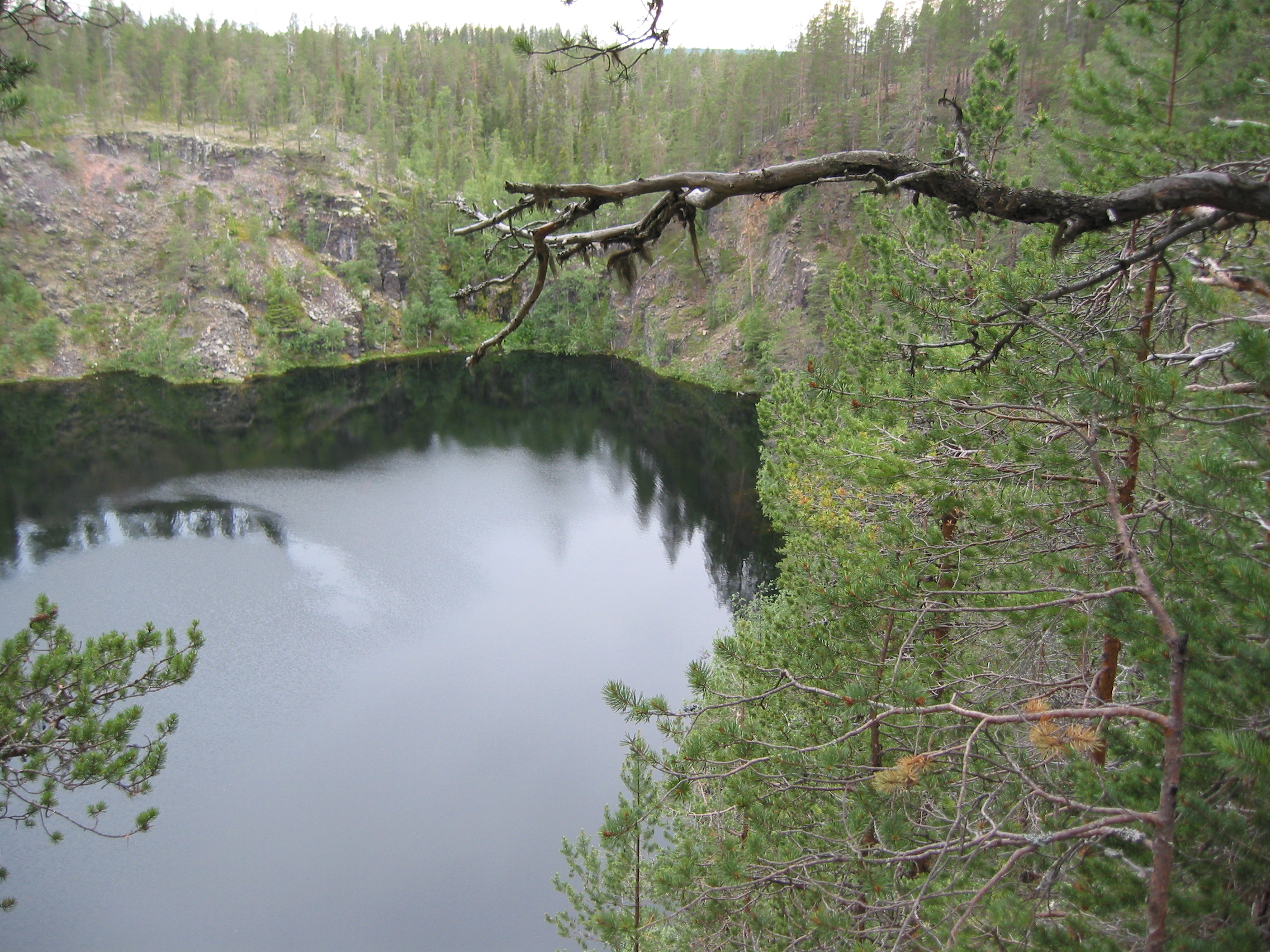
озеро Пакасайво
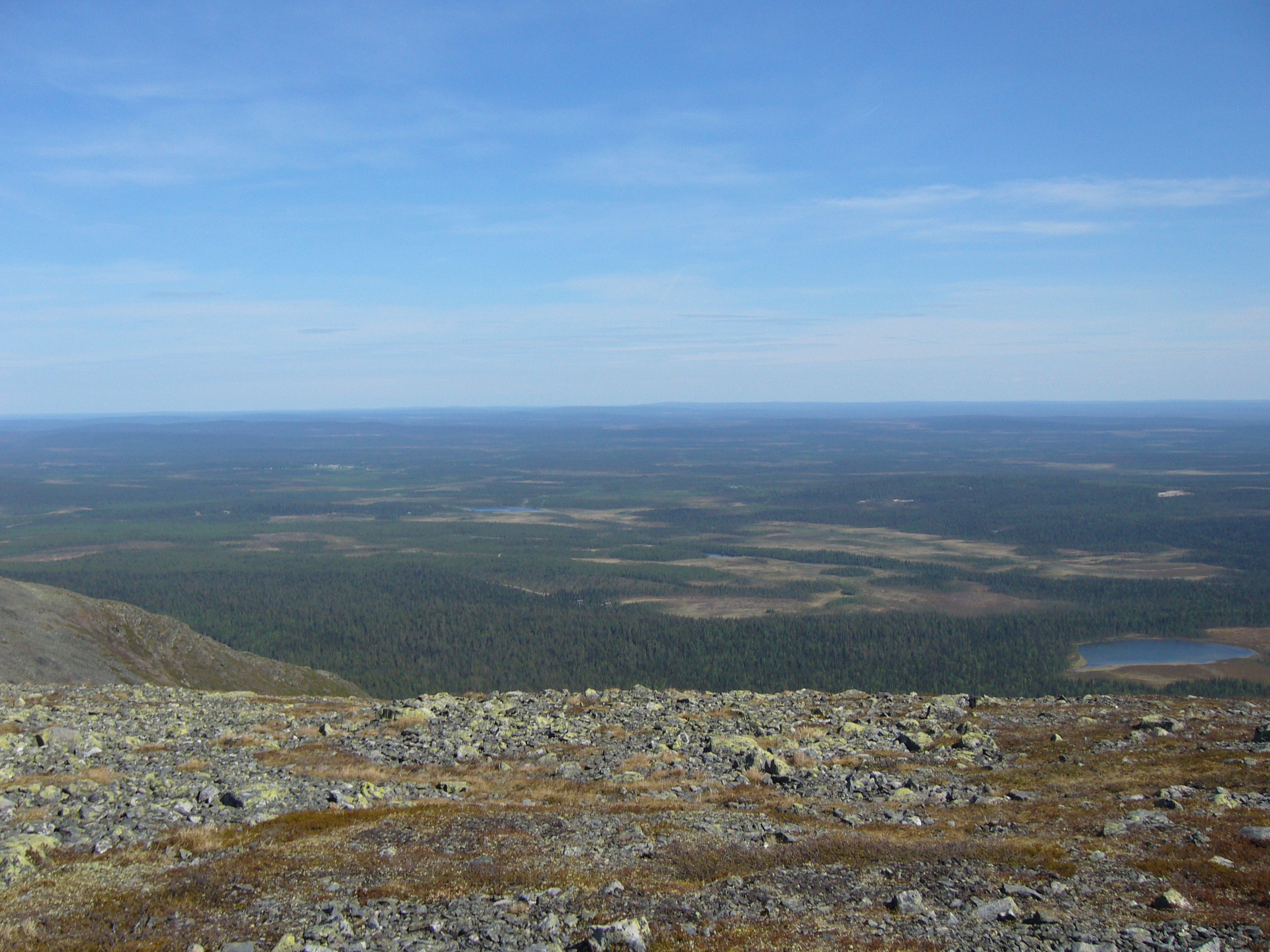
Національний парк Паллас-Юллястунтурі
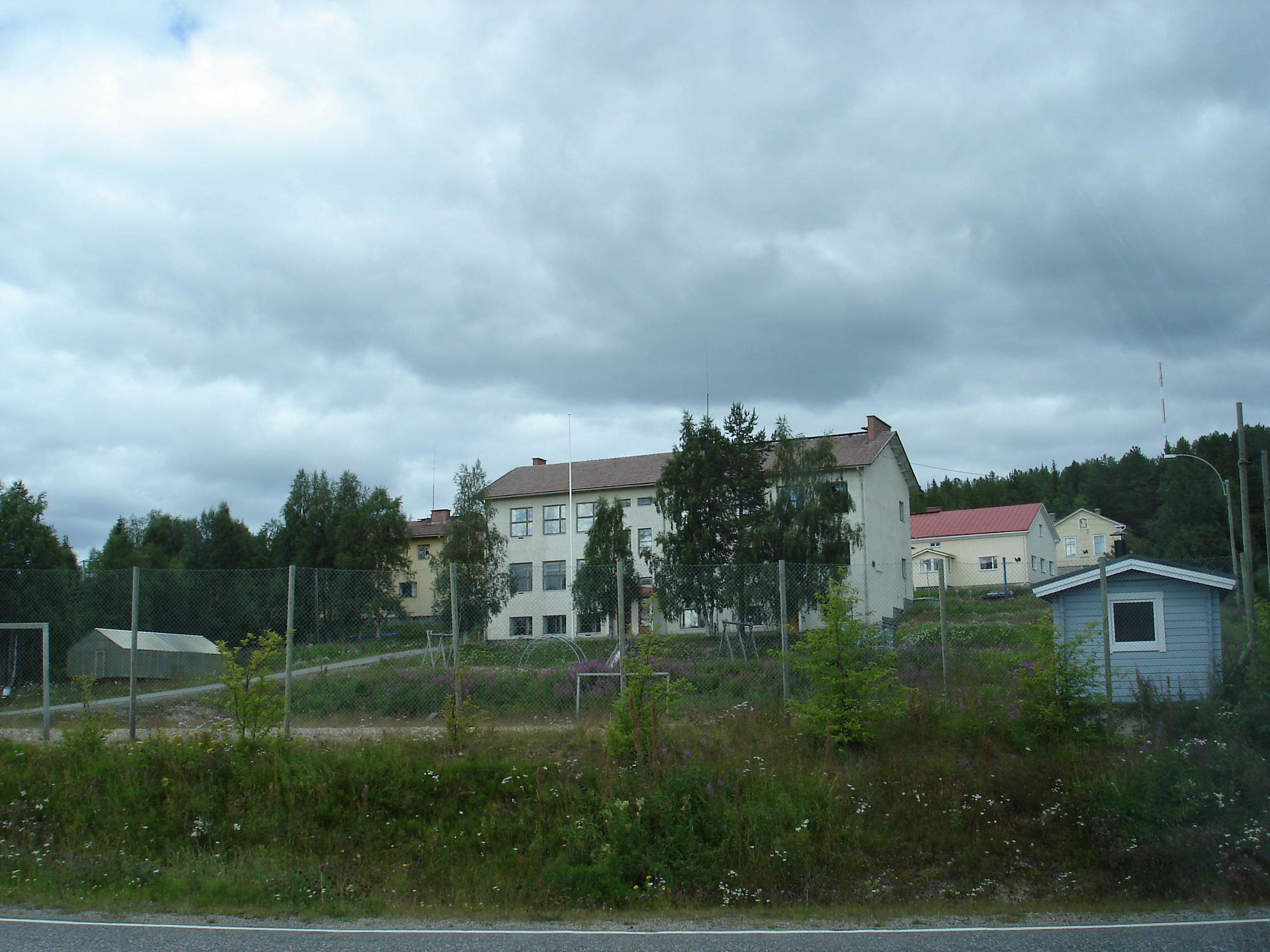
Школа в селі Юлімуоніо
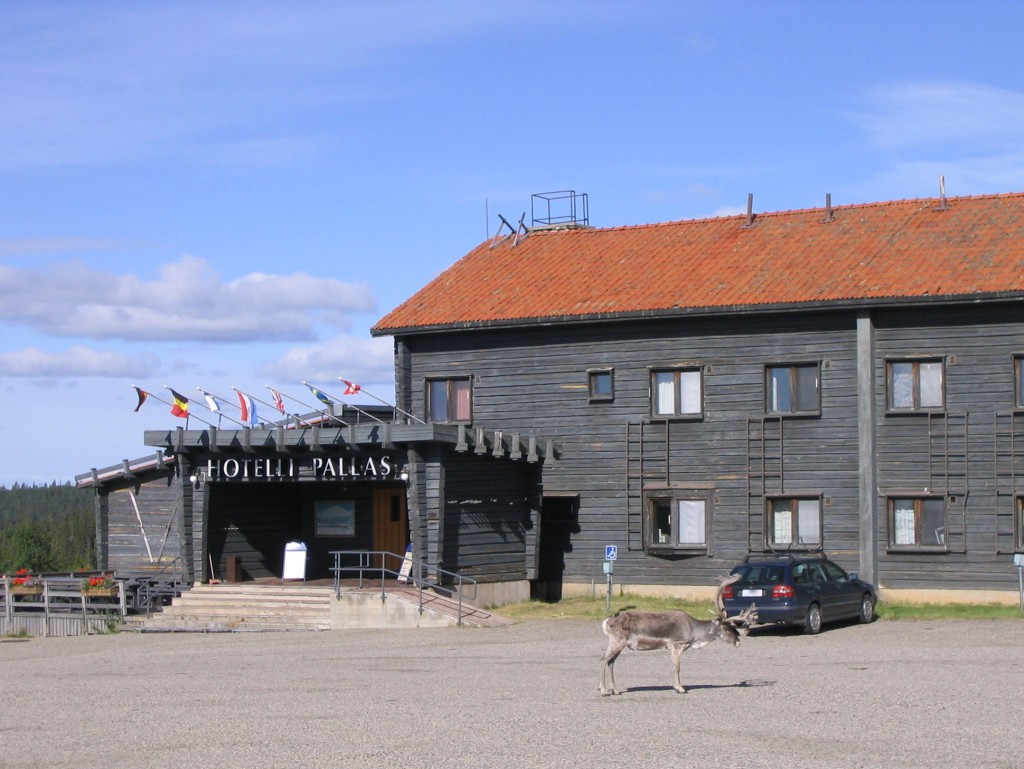
Hotel Pallas